# آنخل رودریگز
آنخل رودریگز (انگلیسی: Ángel Rodríguez؛ زادهٔ ۲ ژانویهٔ ۱۹۷۲) بازیکن سابق فوتبال اهل اسپانیا است که در پست هافبک بازی می‌کرد و مدیر فعلی استپونا است.